# Григорьева, Анна Геннадьевна
Анна Геннадьевна Григорьева (род. 29 июня 1999, Канск, Красноярский край) — российская биатлонистка, призёр чемпионата России. Мастер спорта России.

## Биография
Анна родилась и выросла в Канске. Отец Анны был предпринимателем, а мать работала в санэпидемстанции. В возрасте 7 лет впервые встала на лыжи, позднее начала заниматься профессионально у тренера Владимира Николаевича Алехина. Через некоторое время перешла в биатлон, а наставником спортсменки стал Андрей Викторович Ленев.
Выпускница средней общеобразовательной школы № 18 г. Канск. В 2022 году окончила Красноярский государственный педагогический университет по специальности «учитель физической культуры».

### Карьера
Дебютировала на международных соревнованиях в 2017 году на Европейском юношеском олимпийском фестивале в турецком Эрзуруме, где Анна завоевала две золотые медали, благодаря чему впервые вошла состав юниорской сборной России. В 2018 году участвовала на чемпионате мира по летнему биатлону в чешском Нове-Место, но во время смешанной эстафеты спортсменке стало плохо с сердцем и в последующих гонках участия не принимала.
С сезона 2018/2019 участвует на чемпионатах и Кубках России. Неоднократно была победителем и призёром первенств России среди юниорок. 
Первые награды среди взрослых завоевала в сезоне 2021/2022: в декабре на этапе Кубка России в Тюмени Анна выиграла бронзу в суперспринте, а в феврале 2022 года показала аналогичный результат на Чемпионате России в Увате.  
В 2024 году стала призёром Спартакиады сильнейших в составе эстафетной команды Красноярского края, а также летнего этапа Кубка Содружества.